# Arnaldo Ruggero II di Pallars Sobirà
Arnaldo Ruggero II di Pallars Sobirà (in spagnolo Arnal Rogelio, in catalano Arnau Roger, in francese Arnaud Roger; 1299 circa – 1343 circa) Conte di Pallars Sobirà dal 1328 alla sua morte.

## Origine
Arnaldo Ruggero, secondo Sort y comarca Noguera-Pallaresa, era il figlio primogenito del barone di Mataplana, Ugo di Mataplana e della Contessa di Pallars Sobirà, Sibilla I, che ancora secondo Sort y comarca Noguera-Pallaresa, era la figlia del Conte di Pallars Sobirà, Arnaldo Ruggero I e di Lucrezia Lascaris, figlia del conte di Tenda, Guglielmo Pietro I di Ventimiglia e della principessa bizantina Eudossia Lascaris.

Ugo di Mataplana, sempre secondo Sort y comarca Noguera-Pallaresa, era figlio figlio di Raimondo d'Urtx, barone di Mataplana e di Esclarmunda de Conat.

## Biografia
Nel 1320, Arnaldo Ruggero fu associato dai genitori nel governo della contea.
Nel 1327, sua madre, Sibilla, fece testamento, disponendo che il figlio, Arnaldo Ruggero, le sarebbe succeduto, e disponendo una legittima per tutti gli altri figli.

Sua madre, Sibilla, morì poco dopo e fu sepolta come da sua volontà nel convento dei Predicatori di Barcellona, come da lei indicato nel suo testamento.
Suo padre, che era stato associato al governo della contea come Ugo I di Pallars Sobirà, morì poco dopo la moglie, nel 1328.

Arnaldo Ruggero succedette ai genitori nel titolo di Conte di Pallars Sobirà, mentre il fratello, Raimondo Ruggero ereditò la baronia di Mataplana.
Arnaldo Ruggero continuò a difendere la contea dagli attacchi dei visconti di Comminges, spalleggiati dai conti di Foix, in questo aiutato dal re della Corona di Aragona, Alfonso IV di Aragona, che era anche suo cognato avendo sposato, Teresa di Entenza, sorella della sua seconda moglie, Urraca.
Arnaldo Ruggero, nel 1343, fece testamento, dove, in mancanza di discendenti, nominò suo erede il fratello, Raimondo Ruggero; morì nel 1343 circa, senza discendenza e gli succedette il fratello, il barone di Mataplana, Raimondo Ruggero, come Raimondo Ruggero II.

## Matrimoni e discendenza
Secondo Sort y comarca Noguera-Pallaresa, verso il 1320, Arnaldo Ruggero aveva sposato, Alamanda de Rocabertí (come confermano anche le Europäische Stammtafeln volume III par. 562 - non consultate -), figlia del visconte di Rocabertí, che morì poco dopo il matrimonio.

Arnaldo Ruggero da Alamanda non ebbe figli.
Rimasto vedovo, nel 1321, ancora secondo Sort y comarca Noguera-Pallaresa, Arnaldo Ruggero aveva sposato Urraca d'Entença figlia di Gombaldo di Entenza, barone di Entenza e sorella di Teresa di Entenza, come conferma anche il testamento del padre; urraca viene ricordata anche nel testamento della sorella Teresa del 23 ottobre 1327, come riportato nel documento n° 14 del cartulari Xestalgar, in cui ricordava tutti i suoi familiari ancora in vita.

Arnaldo Ruggero da Urraca non ebbe figli.
Rimasto vedovo, per la seconda volta, verso il 1340, ancora secondo Sort y comarca Noguera-Pallaresa, Arnaldo Ruggero aveva sposato Eleonora di Comminges, figlia del Bernardo VII, conte di Comminges, come viene confermato anche da Pierre de Guibours, detto Père Anselme de Sainte-Marie o più brevemente Père Anselme. 

Arnaldo Ruggero anche da Eleonora non ebbe figli.